# Slavko Barić
Slavko Barić je general hrvatske vojske u mirovini. Rođen je 27. travnja 1957. godine u Bocanjevcima kraj Belišća. Diplomirao je na Fakultetu političkih znanosti u Zagrebu 1981. gdje je i doktorirao iste godine. Od 1991. je bio zapovjednik 132. brigade Hrvatske vojske, a od 1992. zapovjednik 136. brigade. Od 1993. do 1995. bio je zamjenik zapovjednika Zbornog područja Osijek. Od   1995. do 1996. je bio pročelnik vojnog ureda tadašnjeg predsjednika Republike Hrvatske Franje Tuđmana. Zamjenik zapovjednika II. Zbornog područja i vojnog izaslanika u Uredu za uspostavu hrvatske vlasti u Hrvatskom Podunavlju bio je od 1996. do 1997. Od 1997. do 1999. je bio vojni izaslanik predsjednika republike i savjetnik u Ministarstvu obrane za suradnju s civilnim službama za razminiranje. Od 2001. do 31. prosinca 2002. bio je zapovjednik Zbornog područja Osijek. Od 16. siječnja 2003. do 31. listopada 2012. bio je zamjenik načelnika Glavnog stožera Oružanih snaga Republike Hrvatske. Od 1. studenoga 2012. do 31. prosinca 2017. bio je ravnatelj Hrvatskog vojnog učilišta "Petar Zrinski". Imao je čin general pukovnika. Umirovljen je 31. prosinca 2017.

## Vanjske poveznice
- Hrvatska enciklopedija
- MORH